# Dalmine
Dalmine (lombardul: Dàlmen) település Olaszországban, Lombardia régióban, Bergamo megyében. Lakosainak száma 23 316 fő (2023. január 1.). Dalmine Osio Sopra, Treviolo, Lallio, Filago, Levate, Stezzano és Bonate Sotto községekkel határos.

## Népesség
A település lakossága az elmúlt években az alábbi módon változott:
| Lakosok száma | 23 348 | 23 495 | 23 316 |
|               | 2017   | 2018   | 2023   |